# Ухта (мини-футбольный клуб)

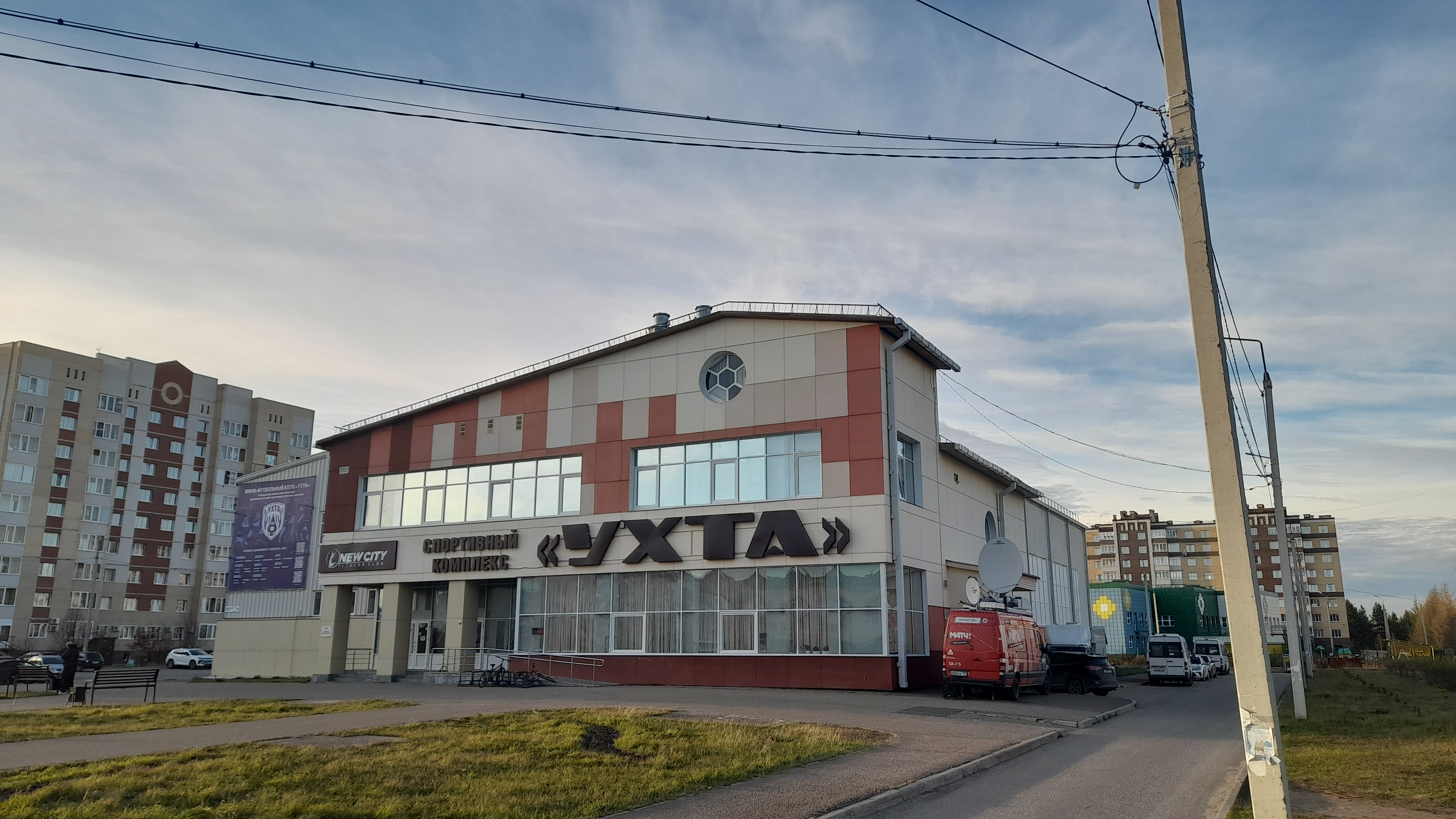
Универсальный спортивный комплекс «Ухта» — домашняя арена клуба

МФК «Ухта» — российский мини-футбольный клуб из Ухты. Команда основана в 2006 году. В 2011 году клуб получил профессиональный статус. С сезона 2015/2016 — участник российской Суперлиги, высшего дивизиона в структуре российского футзала. Чемпион России в сезоне 2024/25.

## История
Основание
Клуб основан 19 ноября 2006 года. Первые несколько лет коллектив провел в статусе любительской команды. Своим присутствием клуб отметился во Второй и Первой лигах зоны «Урал», а также в Первой лиге зоны «Северо-Запад».
Сезон 2011/2012
В сезоне 2011/2012 мини-футбольный клуб «Ухта» получает профессиональный статус и начинает играть в Высшей лиге Чемпионата России. Перед стартом сезона тренерский штаб во главе с Олегом Владимировичем Бондиным провёл трансферную кампанию, подписав контракты сразу с пятью опытными футболистами: вратарями Александром Елфимовым и Максимом Пигулиным, а также сразу тремя футболистами из глазовского «Прогресса»: Станиславом Арслановым, Никитой Кузнецовым и Евгением Аккузиным. По итогам проведенных матчей команда расположилась на 11 месте в турнирной таблице.
Сезон 2013/2014
Перед началом сезона 2013/14, кадровый состав команды значительно изменился. Пришло трио из Липецка: главный тренер – Александр Фролов, играющий тренер Александр Сивец и начальник команды – Роман Наумов. Клуб провел активную трансферную кампанию, в течение которой были приобретены Алексей Кравцов, Павел Черенев, Александр Войнов и Дмитрий Костюков.
В Высшей лиге команда закончила регулярную часть сезона на 3 месте. На первой стадии плей-офф соперником стал «Алмаз-АЛРОСА» (г. Мирный). Первый матч выдался для ухтинцев неудачным — в гостях было зафиксировано поражение со счетом 6:1. Второй матч получился неимоверно эмоциональным, трибуны не замолкали ни на секунду, и это дало плоды: за 2 секунды до конца второго тайма Алексей Кравцов сделал счет 6:1, что перевело игру в дополнительное время, однако не смогли поддержать свой же темп, и проиграли в дополнительное время. Таким образом, сезон 2013/2014 клуб закончил на 5 месте. В Кубке России МФК «Ухта» довольно уверенно выиграла свою группу, в которой также участвовали московский ЦСКА, «Зенит-Саратов» и «Алмаз-АЛРОСА». Это позволило впервые выйти в плей-офф Кубка России и привезти в Ухту команду из Суперлиги — МФК «Тюмень».
Сезон 2014/2015
Первая часть первенства 2014/2015 для команды прошла очень неровно. Яркие победы чередовались с болезненными неудачами. Усугублялось положение подопечных Александра Фролова сложностями в поисках стража ворот после ухода Александра Елфимова. Эта проблема была решена с помощью аренды Бруно, выступавшего за «Газпром-Югру». Появление в составе бразильского голкипера придало игрокам еще больше уверенности, и лишь обидное поражение на домашнем паркете от «Портовика» не позволило «Ухте» выйти на второе место по результатам регулярного чемпионата.
Плей-офф для будущих триумфаторов выдался очень непростым. И четвертьфинал, и полуфинал подопечные Александра Фролова начинали с поражений. В полуфинальной серии неудача и вовсе пришлась на домашние стены. Именно в таких ситуациях ухтинцы проявили характер и волю к победе. Апогеем удачного сезона можно считать финал против МФК «Алмаз-АЛРОСА». Оба матча подопечные Александра Фролова провели на запредельном заряде. В результате сезон завершился первыми в истории Республики Коми золотыми медалями Первенства России по мини-футболу среди клубов Высшей лиги и правом на следующий год представлять Ухту в сильнейшем дивизионе страны.
Сезон 2015/2016
Сезон 2015/2016 стал первым для МФК «Ухта» в элитном дивизионе страны – российской Суперлиге. Для главного тренера Александра Фролова и его подопечных это был большой вызов. Первая победа пришла в октябре в гостях над «Политехом», и потом вплоть до конца января «Ухта» не побеждала. Вторую победу связывают с приходом Юрия Николаевича Руднева, который стал тренером-консультантом, а в марте был назначен главным тренером команды. Александр Фролов был переведен на должность старшего тренера. Концовка сезона вышла яркой: команда одержала победы над «Новой Генерацией», «Норильским Никелем», КПРФ и «Диной». Однако победы не помогли команде подняться в турнирной таблице. Клуб завершил сезон на 12 месте регулярного чемпионата с 20 очками в активе. Лучшим бомбардиром команды стал Александр Дунец, он отличился 18 раз в 33 матчах.
Сезон 2017/2018
Перед началом сезона 2017/2018 «Ухте» удалось практически полностью сохранить костяк команды, а также усилить несколько позиций. В частности, в команду вернулся, уже выступавший ранее в «Ухте» Александр Дунец, еще одним нападающим стал игрок молодежной сборной Денис Поваров, а из «Синары» был арендован Никита Шевчук. Несмотря на кадровое усиление, «Ухте» не удалось удачно стартовать в чемпионате страны и команда расположилась в нижней части турнирной таблицы. Позитивным моментом стало выступление ухтинской дружины в Кубке России, в котором, пройдя глазовский «Прогресс», «Ухта» впервые в своей истории пробилась в четвертьфинал. К сожалению, дальше 1/4 финала клубу пройти не удалось – МФК «Газпром-Югра» оказался сильнее по сумме двух матчей.
В середине сезона руководство клуба решилось на тренерскую замену. Вместо Юрия Руднева у руля команды был поставлен Темур Алекберов. В заключительной части чемпионата «Ухте» удалось увеличить количество очков, которого, впрочем, не хватило для попадания в плей-офф. В итоге «Ухта» набрала 21 очко и расположилась на 11 месте в турнирной таблице. По окончании сезона клуб покинул главный тренер команды Темур Алекберов. На его место был назначен Алексей Степанов, который до этого момента проработал в «Ухте» несколько лет в качестве старшего тренера.
Сезон 2018/2019
Сезон 2018/2019 МФК «Ухта» начал под руководством молодого тренера Алексея Стапанова. Для усиления состава в команду пришел ряд игроков, среди которых выходец из Сосногорска, имевший опыт выступления в топовых клубах российской Суперлиги, Алексей Филиппов. Помимо него, из «Синары» на правах аренды пришел защитник Сергей Сорокин и голкипер Сергей Викулов.
Не самый удачный старт в чемпионате и Кубке страны привел к смене главного тренера. У руля команды встал Станислав Ларионов, тренировавший в прошлом питерский «Политех». Кардинально исправить турнирное положение у наставника не получилось. В 36 играх лиги «Ухта» одержала 7 побед и с 21 очком заняла в чемпионате 9 место. Лучшим бомбардиром команды стал Алексей Филиппов, записавший на свой счёт 16 забитых мячей.
Сезон 2019/2020
Перед сезоном 2019/20 Париматч-Суперлиги «Ухтой» была совершена самая массовая «покупка» в истории команды. В клуб был приглашен ряд именитых игроков: вице-чемпион Андрей Бастриков из КПРФ, действующие чемпионы России Ильдар Нугуманов и Евгений Мишарин из «Тюмени». Из чемпионата Бразилии были подписаны молодые Самуэл и Игор. Самым именитым новичком стал 5-кратный чемпион России и 3-кратный обладатель Кубка УЕФА Нунес Жоан Дос Сантос (Жоан), последним клубом которого был «Сибиряк». Также первые профессиональные контракты с командой подписали воспитанники академии МФК «Ухта»: Роман Карелин, Владислав Мусин-Пушкин и Семен Цыба.
Первую часть сезона МФК «Ухта» провел неудачно. До нового года были добыты две домашние победы против «Беркута» и «Норильского Никеля», а также одну из гостевых встреч Коми-дерби удалось свести к ничьей. Игроки «Ухты» осели на последнем девятом месте в турнирной таблице Париматч-Суперлиги. Такие результаты привели к значительным изменениям в составе уже в зимнее трансферное окно. Команду покинули Самуэл, Игор и Жоан. Никита Шевчук из-за травмы был вынужден приостановить свою карьеру. На их место пришли бразильцы Морено и Габриэл. Также «Ухта» заключила контракт с Владимиром Рагожниковым и Александром Ситниковым из «Спартака».
Но в розыгрыш соревнований вмешалась пандемия коронавируса. Все игры были приостановлены на неопределенный срок. В эту паузу о снятии с чемпионата по финансовым причинам объявил «Беркут». Таким образом, все 8 команд, которые смогли продолжить борьбу в Париматч-Суперлиге, попали в плей-офф. Регулярный чемпионат было решено не доигрывать. В четвертьфинале «Ухта» попала на лидера регулярного сезона КПРФ. Из-за сложной эпидемиологической ситуации в Республике Коми все игры прошли в УСК «Юность» в Климовске. В конечном счете, игроки «Ухты» уступили «коммунистам» в серии матчей со счетом 0:3 и завершили сезон 2019/2020 на стадии четвертьфинала.

## Выступление в национальных чемпионатах
| Сезон     | Лига              | Место                         |
| --------- | ----------------- | ----------------------------- |
| 2007/2008 | Первая Лига (III) | 8 в зоне «Северо-Запад»       |
| 2008/2009 | Первая Лига (III) | 6 в зоне «Северо-Запад»       |
| 2009/2010 | Первая Лига (III) | 4 (1 в зоне «Северо-Запад»)   |
| 2010/2011 | Первая Лига (III) | 2 во Второй лиге зоны «Урал») |
| 2011/2012 | Высшая Лига (II)  | 11                            |
| 2012/2013 | Высшая Лига (II)  | 9                             |
| 2013/2014 | Высшая Лига (II)  | 3 (плей-офф: 1/4 финала)      |
| 2014/2015 | Высшая Лига (II)  | 3 (плей-офф: чемпионы)        |
| 2015/2016 | Суперлига (I)     | 12                            |
| 2016/2017 | Суперлига (I)     | 11                            |
| 2017/2018 | Суперлига (I)     | 11                            |
| 2018/2019 | Суперлига (I)     | 9                             |
| 2019/2020 | Суперлига (I)     | 9 (плей-офф: 1/4 финала)      |
| 2020/2021 | Суперлига (I)     | 9                             |
| 2021/2022 | Суперлига (I)     | 6 (плей-офф: 1/4 финала)      |
| 2022/2023 | Суперлига (I)     | 5 (плей-офф: 1/4 финала)      |
| 2023/2024 | Суперлига (I)     | 1 (плей-офф: финал)           |
| 2024/2025 | Суперлига (I)     | 1 (плей-офф: чемпионы)        |

## Выступление в Кубке России
| Сезон     | Место       |
| --------- | ----------- |
| 2011/2012 | Первый этап |
| 2012/2013 | Первый этап |
| 2013/2014 | 1/8 финала  |
| 2014/2015 | Первый этап |
| 2015/2016 | 1/8 финала  |
| 2016/2017 | 1/8 финала  |
| 2017/2018 | 1/4 финала  |
| 2018/2019 | 1/8 финала  |
| 2019/2020 | 1/4 финала  |
| 2020/2021 | 1/8 финала  |
| 2021/2022 | 1/8 финала  |
| 2022/2023 | 1/4 финала  |
| 2023/2024 | 4 место     |
| 2024/2025 | 3 место     |

## Достижения
- Чемпион Суперлиги: 2024/25
- Обладатель Суперкубка России: 2025
- Обладатель Кубка Лиги: 2024
- Чемпион Высшей лиги: 2014/15
- Бронзовый призёр Кубка России: 2024/25
- Победитель Турнира на призы Тюменской области: 2023

## Визитная карточка

### Клубные цвета
| Синий | Белый |

### Эмблема

История эмблемы клуба
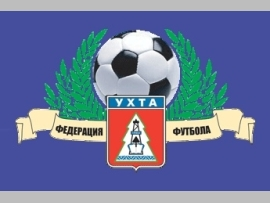
2006—2013
2013—н. в.

## Дерби и противостояния
Самое принципиальное противостояние «Ухты» — это дерби с сыктывкарской «Новой генерацией» — «Коми дерби». Это единственное дерби в Суперлиге, где встречаются две команды из одного региона — Республики Коми, если не считать пару «Тюмень» — «Газпром-Югра» (Ханты-Мансийский АО входит в большую Тюменскую область).
Также за последние годы принципиальным стало противостояние «Ухты» с «Газпромом-Югрой». Команды неоднократно встречались в финалах различных турниров: Кубка Лиги 2024 и 2024/25, Суперлиги 2023/24 и 2024/25, а также в полуфинале Суперкубка России 2024.

## Состав

### Основной состав
| №  |               | Поз. | Имя                         | Год рождения |
| -- | ------------- | ---- | --------------------------- | ------------ |
| 14 | Флаг Бразилии | Вр   | Гитта                       | 1987         |
| 30 | Флаг России   | Вр   | Кирилл Щурок                | 1997         |
| 83 | Флаг России   | Вр   | Денис Касимчук              | 2001         |
| 6  | Флаг России   | Уни  | Муслим Эрдонаев             | 2006         |
| 7  | Флаг России   | Уни  | Сергей Денисов              | 1997         |
| 9  | Флаг России   | Уни  | Максим Перевалов            | 2003         |
| 10 | Флаг России   | Нап  | Владислав Мусин-Пушкин      | 2002         |
| 11 | Флаг России   | Нап  | Дмитрий Прудников (капитан) | 1988         |
| 17 | Флаг России   | Нап  | Антон Соловьёв              | 2002         |
| 19 | Флаг России   | Нап  | Дмитрий Катанэ              | 1993         |

| №  |               | Поз. | Имя                              | Год рождения |
| -- | ------------- | ---- | -------------------------------- | ------------ |
| 20 | Флаг Сербии   | Уни  | Йован Лазаревич                  | 1997         |
| 25 | Флаг России   | Уни  | Дмитрий Хусаинов                 | 2004         |
| 47 | Флаг России   | Нап  | Михаил Москалёв                  | 1999         |
| 77 | Флаг Бразилии | Уни  | Лукас Педала                     | 1996         |
| 80 | Флаг России   | Уни  | Роман Карелин (вице-капитан)     | 2001         |
| 84 | Флаг России   | Защ  | Максим Емельянов                 | 1998         |
| 90 | Флаг России   | Уни  | Александр Мусатов                | 2005         |
| 92 | Флаг России   | Уни  | Денис Кузнецов                   | 2003         |
| 94 | /             | Нап  | Фелипе Парадински (вице-капитан) | 1994         |
| 96 | Флаг России   | Нап  | Андрей Павлов                    | 1996         |

## Трансферы 2023/2024

### Лето 2023
Пришли
| Поз. | Игрок             | Прежний клуб |
| ---- | ----------------- | ------------ |
| Уни  | Сергей Денисов    | Торпедо      |
| Нап  | Андрей Павлов*    | Сибиряк      |
| Вр   | Гитта             | Спортинг     |
| Уни  | Сергей Суменков   | Синтур       |
| Нап  | Дмитрий Прудников | Синара       |

Ушли
| Поз. | Игрок                 | Новый клуб       |
| ---- | --------------------- | ---------------- |
| Защ  | Евгений Мурашов***    | ЛКС              |
| Уни  | Антон Рубцов***       | Газпром-Югра     |
| Уни  | Александр Ситников*** | Сибиряк          |
| Вр   | Василий Белов         | Завершил карьеру |
| ПЗ   | Андрей Пакель*        | Поморье          |

### Зима 2024
Пришли
| Поз. | Игрок            | Прежний клуб |
| ---- | ---------------- | ------------ |
| Нап  | Денис Кузнецов** | Кузбасс      |

## Трансферы 2024/2025

### Лето 2024
Пришли
| Поз. | Игрок                 | Прежний клуб   |
| ---- | --------------------- | -------------- |
| Нап  | Фидан Низамутдинов*** | ЛКС            |
| Защ  | Максим Емельянов***   | Тюмень         |
| Уни  | Муслим Эрдонаев***    | Исток          |
| Уни  | Дмитрий Хусаинов*     | Сиб-Транзит    |
| Уни  | Йован Лазаревич***    | Интер Мовистар |
| Уни  | Сергей Аборин*        | Тюмень         |
| Уни  | Бауржан Умирбаев***   | Семей          |
| Уни  | Антон Соловьёв***     | Кристалл       |

Позднее Бауржан Умирбаев и Фидан Низамутдинов объявили, что покидают команду. Умирбаев вернулся в Чемпионат Казахстана, перейдя в «Ордабасы» из Шымкента; Низамутдинов же вернулся в ЛКС.
Ушли
| Поз. | Игрок              | Новый клуб  |
| ---- | ------------------ | ----------- |
| Защ  | Кирилл Козлов***   | ИрАэро      |
| Уни  | Бруно***           | Аль-Кадисия |
| Уни  | Артур Мелконян***  | ЛКС         |
| Уни  | Сергей Суменков*** | Синтур      |

### Зима 2024/2025
Пришли
| Поз. | Игрок           | Прежний клуб    |
| ---- | --------------- | --------------- |
| Нап  | Дмитрий Катанэ* | Сибиряк         |
| Защ  | Иван Суворов*** | Новая генерация |

Ушли
| Поз. | Игрок           | Новый клуб |
| ---- | --------------- | ---------- |
| Вр   | Сергей Кравцов* | Металлург  |
| Уни  | Сергей Аборин** | Тюмень     |

* В аренду 

** Из аренды 

*** Свободный агент

## Руководство клуба
- Виталий Габуев — президент
- Вадим Максимов — исполнительный директор
- Алексей Филин — пресс-атташе
- Даниил Хахалин — менеджер по работе с болельщиками

- Никита Рыбенков — администратор

## Тренерский штаб
- Вадим Яшин — главный тренер
- Василий Белов — тренер вратарей
- Владимир Игнатов — помощник главного тренера

## Академия
Академия была создана в 2011 году. В ней обучаются футболисты в возрасте от 10 лет до 21 года. В академии занимаются более 500 детей.

## Главные тренеры
| Тренеры            | Годы                              |
| ------------------ | --------------------------------- |
| Олег Бондин        | 7 сентября 2011 — 10 июля 2013    |
| Александр Фролов   | 17 июля 2013 — 24 марта 2016      |
| Юрий Руднев        | 24 марта 2016 — 22 ноября 2017    |
| Темур Алекберов    | 4 января 2018 — 18 мая 2018       |
| Алексей Степанов   | 30 мая 2018 — 27 сентября 2018    |
| Станислав Ларионов | 27 сентября 2018 — 6 октября 2020 |
| Игорь Путилов      | 6 октября 2020 — 11 мая 2022      |
| Вадим Яшин         | 19 мая 2022 — н. в.               |

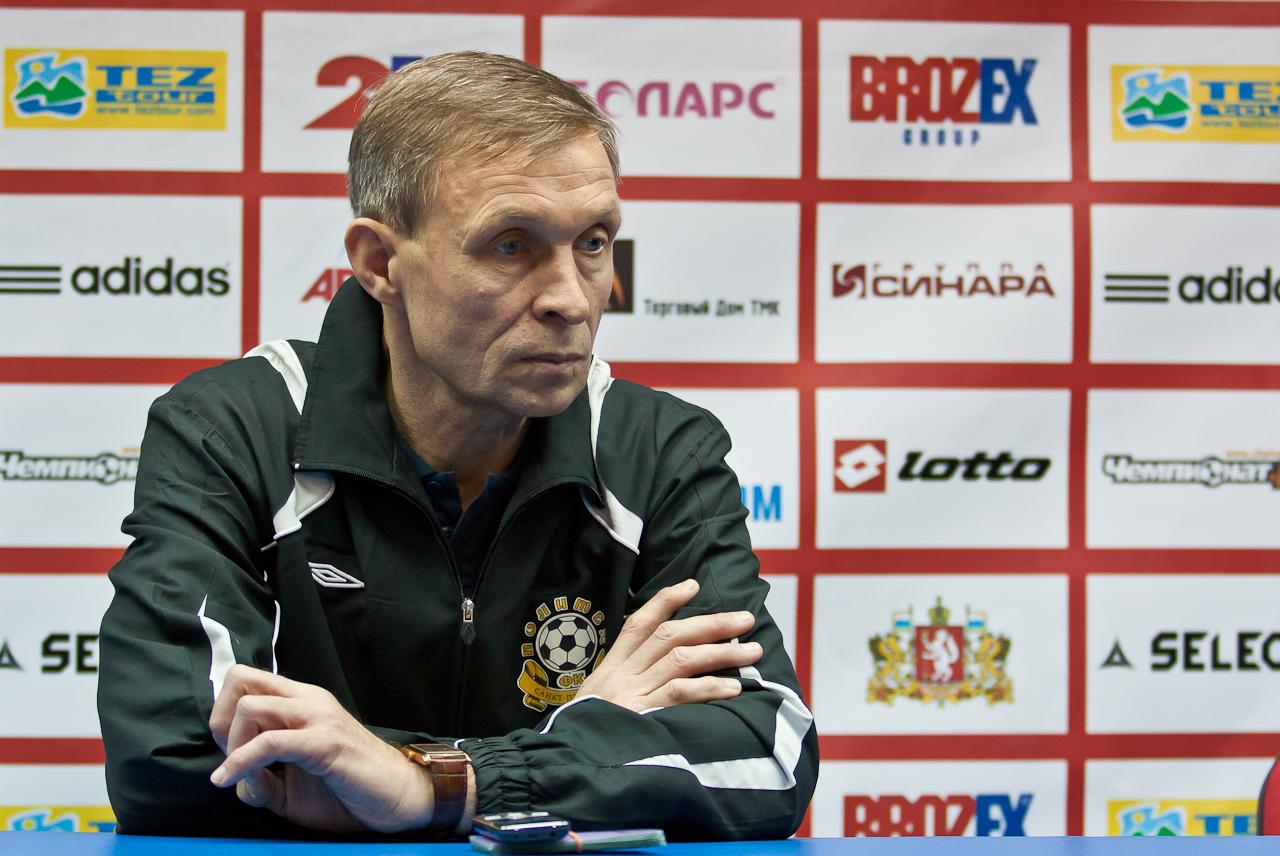
Юрий Руднев
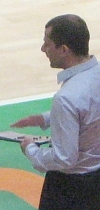
Темур Алекберов
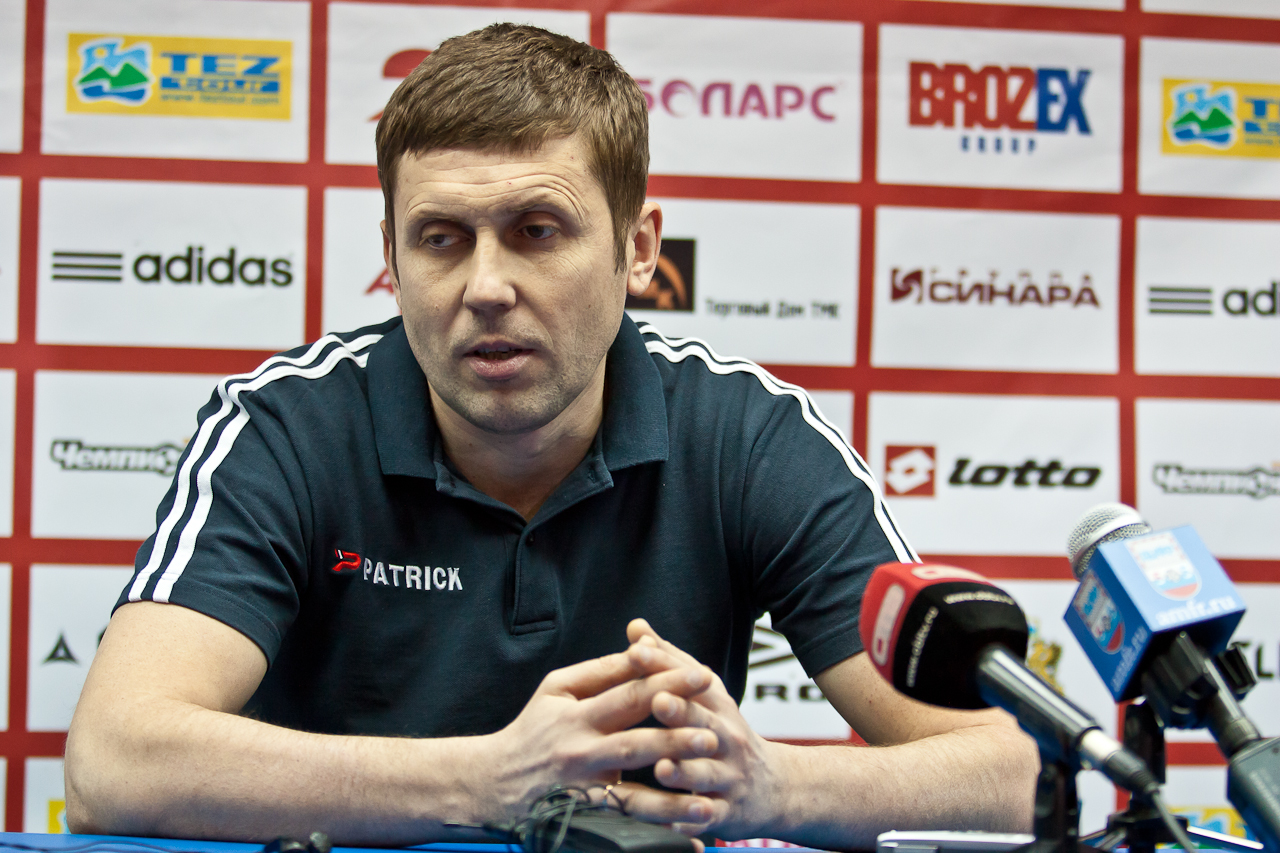
Вадим Яшин

## Капитаны
| Период     | Капитан             |
| ---------- | ------------------- |
|            | Вадим Максимов      |
| 2018—2019  | Александр Кузьминых |
| 2019       | / Сергей Чуйков     |
| 2020       | Сергей Викулов      |
| 2020—2022  | Евгений Мишарин     |
| 2022—2023  | Василий Белов       |
| 2023—2024  | / Артур Мелконян    |
| 2024—н. в. | Дмитрий Прудников   |

## Известные игроки
- Фелипе Парадински
- Бруно
- Жоан
- Сергей Викулов
- Александр Елфимов
- Ильдар Нугуманов
- Андрей Бастриков
- Евгений Мишарин
- Алексей Филиппов
- Морено
- Александр Кригер
- Гитта
- Дмитрий Прудников
- Йован Лазаревич